# Babalon A.D. (So Glad for the Madness)
Babalon A.D. (So Glad for the Madness) är en låt av det brittiska extreme metal-bandet Cradle of Filth. Låten släpptes som singel i mars 2003 och finns med på bandets femte studioalbum Damnation and a Day. Singeln nådde plats 35 på UK Singles Chart.
Musikvideon är inspirerad av Pier Paolo Pasolinis sista film, Salò, eller Sodoms 120 dagar, som bygger på Markis de Sades roman De 120 dagarna i Sodom.

## Låtlista
1. "Babalon A.D. (So Glad for the Madness)" — 05:38
2. "Serpent Tongue" — 05:10
3. "Freakshow Gallery"
4. "Merchandise Details"
5. "Band Biography"

## Medverkande
- Dani Filth – sång
- Paul Allender – gitarr
- Martin Powell – keyboard
- Dave Pybus – elbas
- Adrian Erlandsson – trummor
- Sarah Jezebel Deva – bakgrundssång